# تلوریک اسید
تلوریک اسید (به انگلیسی: Telluric acid) با فرمول شیمیایی H۶O۶Te یک ترکیب شیمیایی با شناسه پاب‌کم ۶۱۶۰۹ است. که جرم مولی آن 229.64 g/mol می‌باشد. شکل ظاهری این ترکیب، دستگاه بلوری مونوکلینیک سفید است.